# Майский сельсовет (Черепановский район)
Майский сельсовет — сельское поселение в Черепановском районе Новосибирской области Российской Федерации.
Административный центр — посёлок Майский.

## История
Статус и границы сельского поселения установлены Законом Новосибирской области от 2 июня 2004 года № 200-ОЗ «О статусе и границах муниципальных образований Новосибирской области»

## Население
| 2002  | 2010  | 2012  | 2013  | 2014  | 2015  | 2016  |
| ----- | ----- | ----- | ----- | ----- | ----- | ----- |
| 3161  | ↘2971 | ↗2979 | ↘2977 | ↗3009 | ↗3053 | ↗3068 |
| 2017  | 2018  | 2019  | 2020  | 2021  |       |       |
| ↗3079 | ↗3092 | ↘3084 | ↘3016 | ↘2984 |       |       |

## Состав сельского поселения
| № | Населённый пункт | Тип населённого пункта          | Население |
| - | ---------------- | ------------------------------- | --------- |
| 1 | Бариново         | посёлок                         | ↘184      |
| 2 | Карагужево       | село                            | ↘235      |
| 3 | Крутишка         | село                            | ↘565      |
| 4 | Майский          | посёлок, административный центр | ↘1072     |
| 5 | Отважный         | посёлок                         | ↘211      |
| 6 | Ярки             | село                            | ↘704      |